# Происшествие с A321 над Могадишо
Происшествие с А321 над Могадишо — авиапроисшествие, произошедшее 2 февраля 2016 года. 
На борту авиалайнера Airbus A321-211 авиакомпании Daallo Airlines, совершавшего рейс D3 159 из Могадишо в Джибути, сработало взрывное устройство террориста-смертника, который был членом исламистской группировки «Харакат аш-Шабаб». Взрыв образовал дыру в фюзеляже лайнера, произошла разгерметизация. Пилотам удалось посадить самолёт в аэропорту Могадишо. Кроме террориста, никто из находившихся на борту самолёта 81 человек (7 членов экипажа и 74 пассажиров) не погиб, однако 2 пассажира получили ранения.

## Самолёт
19-летний аэробус принадлежал авиакомпании Hermes Airlines, а на момент инцидента арендован Daallo Airlines. Самолёт был доставлен 5 января 2015 года. До этого лайнером владели Air Méditerranée, Myanmar Airways International и Swissair. Серийный номер самолёта — 642, первый полёт он совершил 6 января 1997 года. Салон сделан в одноклассной конфигурации и может вместить 220 человек.

## Взрыв
Через 20 минут после взлёта из Могадишо в 11:00 по местному времени на борту сработало взрывное устройство, образовалась дыра в фюзеляже. В это время самолёт находился на высоте 4300 метров (эшелон 140). От взрыва образовалась дыра возле двери R2. Взрыв повредил корень крыла, топливный бак и места 15-16F в салоне. Пилот связался с вышкой в Могадишо и сообщил о проблеме наддува кабины, развернул самолёт и посадил его в Могадишо. В самолете находились 74 пассажира и 7 членов экипажа.

## Расследование
Было выяснено, что бомба, с высокой долей вероятности была вмонтирована в ноутбук и была пронесена на самолет человеком в инвалидном кресле. Два пассажира самолета, в том числе тот, который сидел на соседнем со смертником месте, были арестованы по подозрению в соучастии. Сомалийские власти идентифицировали умершего пассажира как Абдуллахи Абдисалам Борлех, 55-летнего мужчину жителя города Харгейса. Борлех был учителем в исламской школе и сказал родственникам, что он уезжает за границу на лечение.
Запись камеры безопасности из аэропорта показывает двух мужчин, сотрудников аэропорта, передающих ноутбук Борлеху. Американские официальные лица заявили, что представители расследования со стороны США считают, что у смертника была какая-то связь с персоналом авиакомпании или аэропорта. По меньшей мере 20 человек, включая правительственных чиновников и двух сотрудников авиакомпании, были арестованы по подозрению в связи с террористами.
13 февраля, спустя одиннадцать дней после инцидента, исламистская боевая группа «Аль-Шабааб» в заявлении по электронной почте взяла на себя ответственность за теракт, заявив, что это «возмездие за преступления, совершенные коалицией западных крестоносцев и их разведывательных органов против мусульман Сомали».
Генеральный директор авиакомпании Daallo Airlines, заявил, что авиакомпания будет продолжать летать в Сомали, несмотря на инцидент.